# Clube Agrícola Chamusquense

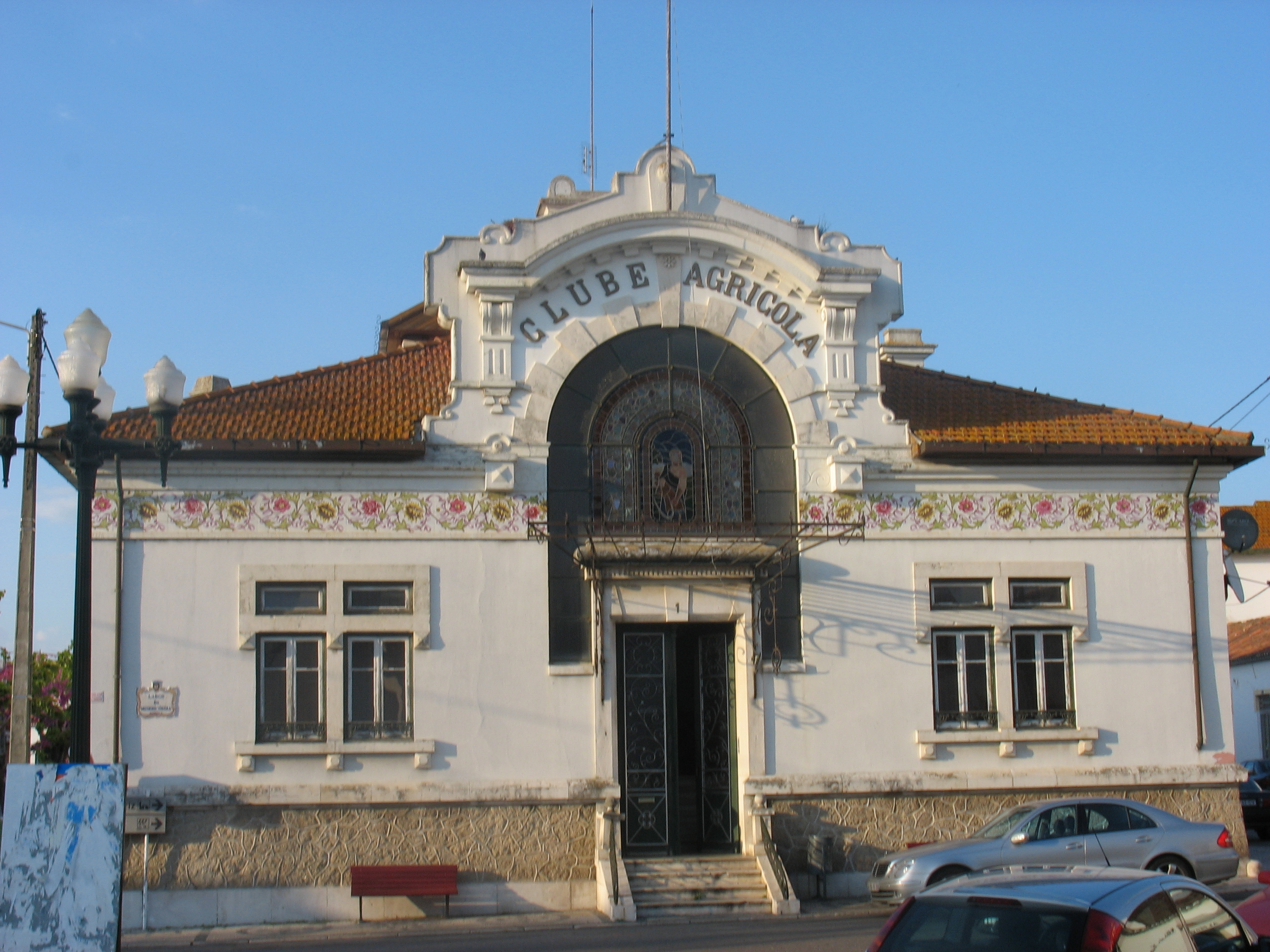
Edifício do Clube Agrícola

O Clube Agrícola Chamusquense é uma das mais antigas e importantes associações da vila da Chamusca, congregando desde a sua fundação os principais proprietários agrícolas do Município. Os objectivos da instituição são a defesa dos interesses agrícolas do concelho e a instrução agrícola dos seus associados. Desde o seu início, o Clube teve também uma marcada vocação recreativa, promovendo periodicamente reuniões sociais de convívio para os seus membros, tais como bailes e torneios de vários jogos.  
O actual Clube Agrícola Chamusquense teve origem na fusão, levada a cabo a 5 de Março de 1911, entre duas associações recreativas já então existentes na vila – o Grémio Agrícola Chamusquense, fundado a 24 de Novembro de 1900, e o Clube União Chamusquense – resultando de uma ideia da parte do Dr. José Maria Correia Gonçalves. Os estatutos da nova colectividade são publicados em 1916. Mais tarde, a instituição viu o seu nome alterado para o actual, de modo a não ser confundida com os grémios agrícolas criados pela política corporativista do Estado Novo.

## Sede do Clube Agrícola Chamusquense
O edifício que serve de sede ao Clube foi construído em 1912 e é um dos mais emblemáticos edifícios da vila, constituindo mesmo um verdadeiro ex libris. Este edifício é um exemplo marcante de arquitectura civil do estilo Arte Nova.
Este estilo arquitectónico é facilmente reconhecível nos azulejos com motivos arabescos, representando flores estilizadas, do friso que circunda toda a construção ao nível do beirado, e no trabalho de ferro forjado que guarnece as janelas e as portas, de que é exemplo máximo a pala de ferro e vidro colocada sobre a porta principal. No entanto, o elemento mais emblemático da estética Arte Nova é o magnífico vitral da fachada principal do edifício, que encima a porta principal. Neste vitral, encontra-se representada alegoricamente a actividade agrícola à qual a maioria dos seus membros se encontra ligada, sob a forma de uma ceifeira rodeada por enrolamentos de videira.
Está classificada como Imóvel de Interesse Municipal desde 1996.